# Canto di pietra
Canto di pietra (A Song of Stone) è un romanzo di fantascienza dello scrittore britannico Iain Banks pubblicato nel 1997.
La storia si svolge in un surreale presente, in un'Europa sconvolta da una recente guerra, narrata dal protagonista con un linguaggio fortemente poetico.

## Trama
(Iain Banks, Canto di pietra)
In un indefinito paese del Nord Europa, devastato dalla guerra, le popolazioni civili sono oggetto di vessazioni ed estorsioni da parte di truppe irregolari. Abel e Morgan, una coppia appartenente alla nobiltà decaduta, hanno abbandonato il loro castello e, accompagnati da alcuni membri della servitù, si sono uniti ad una colonna di esuli per fuggire alla distruzione. Un gruppo di militari, capeggiati da una donna che si fa chiamare "luogotenente", li costringe a interrompere il viaggio per tornare al castello. La donna intende asserragliarsi nell'edificio facilmente difendibile. La luogotenente ha presto la meglio sul gruppo di sbandati che aveva occupato il castello, impiccando sommariamente i nemici fatti prigionieri per poi esporne i corpi sulle mura.
Le attenzioni sessuali della luogotenente si rivolgono verso la bella e dissoluta Morgan, riuscendo senza difficoltà a sottrarla ad Abel, il fratello incestuoso, che viene confinato nelle soffitte del castello pretestuosamente, come punizione per aver commesso una sbadataggine. La donna costringe quindi Abel ad accompagnare lei e i suoi sottoposti nei raid contro i vicini nemici. Tornati vincitori al castello, gli occupanti si abbandonano a stupri, violenze fino a giungere alla devastazione del castello. Abel viene gettato in un pozzo su ordine della luogotenente, per punirlo di non aver accettato di buon grado i vandalismi. Abel riesce a liberarsi e si introduce nella stanza dove Morgan e la luogotenente dormono. Trovando le due nude a letto, è scosso e lascia partire per sbaglio un colpo dalla pistola che aveva sottratto ad alcuni soldati addormentrati. Il colpo ferisce Morgan; Abel viene percosso e condotto nei boschi per essere ucciso. Il plotone di esecuzione viene attaccato da truppe nemiche e durante il combattimento Abel riesce a fuggire. Trovata la luogotenente in fin di vita, ferita gravemente nella battaglia, la uccide. Tornato al castello scopre che gli uomini della luogotenente, senza guida, stanno torturando Morgan. Davanti ad un impotente Abel, la ragazza viene calata dalle mura del castello nel fossato affogando. Abel viene catturato senza difficoltà e legato alla bocca di un cannone per essere ucciso all'alba.

## Personaggi
AbelNobile decaduto, con la sorella Morgan fuggono dalle davastazioni della guerra abbandonando il castello di famiglia. Viene costretto a ritornarvi da truppe irregolari capitanate dalla "luogotenente".
La luogotenenteLa virago a capo degli irregolari che occupano il castello di Abel e Morgan.
MorganLa sorella di Abel, con il quale ha sperimentato il sesso in tutte le sue possibilità, con decadenza, emarginandosi da tutti.

## Edizioni
- (EN) Iain Banks, A Song of Stone, 1ª ed., Londra, Little, 1997, ISBN 0-316-64016-6.
- (PT) Iain Banks, Uma canção de pedra, Record, 1999, ISBN 85-01-05259-0.
- Iain Banks, Canto di pietra, traduzione di Massimo Birattari, Narratori della Fenice, Guanda, 1999, ISBN 8882460959.
- Iain Banks, Canto di pietra, traduzione di Massimo Birattari, TeaDue n.836, Editori associati, 2000, ISBN 8878188395.
- (FR) Iain Banks, Un chant de pierre, L'Oeil d'Or, 2016, ISBN 978-2-913661-75-2.